# Студен кладенец (язовир)
 Тази статия е за язовира.  За селото вижте Студен кладенец.  
„Студен кладенец“ е язовир в южна България, разположен по средното течение на река Арда, на югоизток от град Кърджали. Той е част от Каскада „Арда“ на Националната електрическа компания.
Със своите 27.8 km² площ той е 3-тият по големина язовир в България след „Мандра“ и „Искър“.
Подготовката за изграждане на язовира започва през 1954 г., а на следващата година започва и самият строеж, съпътстван от множество затруднения, породени от приижданията на реката. Официално е открит на 15 юни 1958 година.

## Местоположение
Язовир „Студен кладенец“ е разположен на границите на общините Кърджали, Момчилград, Крумовград и Стамболово и заема части от землищата на Кърджали, Вишеград, Островица, Седловина, Лисиците, Широко поле, Зорница, Звезделина, Гургулица, Гняздово, Калоянци, Бойник, Конево, Бял кладенец и Рабово. При изграждането на язовира е напълно залято дотогавашното село Дарец.

## Характеристики
Водосборната област на язовира има площ 3707,5 km² със среден годишен отток 1600 млн. m³.
Според първоначалния проект водохранилището има общ завирен обем от 489 млн. m³, но измервания от 2001 година показват, че той е намален до 387,8 млн. m³ при залята площ 27,8 km². Причина за намалението е интензивното запълване с наноси, което намалява след изграждането на язовир Кърджали през 70-те години. Езерото заема 25 km по дължината на долината на Арда, достигайки в горния си край до град Кърджали.
Язовирната стена е бетонна гравитачна, съставена от 27 блока, и е висока 67,5 m в най-високата си част, а дължината ѝ по короната е 338 m. В основата си стената е широка 61 m, а в короната – 8 m. По короната преминава път с ширина 6 m. Преливникът, разположен върху 9 блока в средата на стената, има капацитет 3600 m³/s, а основният изпускател – 180 m³/s.

## Функции
Главното предназначение на хидровъзела е регулирането на големия и силно вариращ сезонен отток на р. Арда, както и напояване и производство на електроенергия чрез ВЕЦ „Студен кладенец“.
Освен за това езерото на язовир „Студен кладенец“ се използва за рибовъдство и водни спортове (гребане, водни колела).
През последните години в язовира спират за почивка изчезналите като гнездещ вид в страната розови пеликани (Pelecanus onocrotalus) по време на есенния си прелет на юг.

## Галерия
- Елен лопатар край язовир Студен кладенец